# Berthellina ilisima
Berthellina ilisima es un molusco gasterópodo de la familia Pleurobranchidae. Esta especie de gasterópodo es marina.

## Clasificación y descripción
La especie Berthellina ilisima es de color anaranjado o durazno. Los rinóforos son del mismo color del animal, están enrollados y se localizados por debajo del manto. El manto es liso. Presenta velo oral. La concha es interna y la mayoría de las veces puede verse a través del manto. Llega a medir hasta 60 mm de longitud total.

## Distribución
La especie B. ilisima se distribuye en el Pacífico oriental, desde Santa Bárbara, California, Estados Unidos hasta Baja California, México, incluido el golfo de California. En Costa Rica, Panamá y las islas Galápagos, Ecuador.

## Hábitat
Esta babosa de mar se distribuye en el intermareal y submareal.

## Estado de conservación
No se encuentra en ninguna categoría de protección, ni en la Lista Roja de la IUCN (International Union for Conservation of Nature) ni en CITES (Convención sobre el Comercio Internacional de Especies Amenazadas de Fauna y Flora Silvestres).